# История донского казачества
История донского казачества — краткие исторические сведения о появлении казаков на Дону.

## Предыстория
Впервые в письменных российских источниках о донских казаках упоминается в грамоте ногайского князя Юсуфа царю Руси Ивану Грозному. В грамоте, датированной 1550 годом, князь пишет: «Холопи твои, нехто Сарыазман словет, на Дону в трех и в четырёх местах городы поделали, да наших послов и людей наших, которые ходят к тебе и назад, стерегут, да забирают, иных до смерти бьют… Этого же году люди наши, исторговав в Руси, назад шли, и на Воронеже твои люди — Сары азманом зовут — разбойник твой пришел и взял их». Донской историк Е. Н. Савельев считал, что «Сары-Азман — слово персидское, …означающее „удальцы“». Другие историки (Н. Коршиков, В. Королев) отмечают, что «Сары-Азман, возможно, был татарином, азовским или мещерским». Дореволюционный историк С.Щелкунов, опубликовавший в 1914 году основательный очерк о происхождении донского казачества и его взаимодействию с Московским государством, называет Сары-Азмана «татарином», добавляя, что «…Сары-Азман-личное имя или прозвище». Позднее Азманом например звали калмыка-казака, станичного атамана станицы Граббевская (1908—1914), кавалера двух Георгиевских крестов, полковника Азмана Батырева.
По одной из версий, история донского казачества возводится к христианскому населению Хазарского каганата (ясы и касоги, которые за своё кавказское происхождение получили название черкасов, а за папахи — черные клобуки). Вспять к косогам и к покорению в 1462 году русскими пределов ордынских, азовских и «меторийских» (methorischen) в истории донских казаков считал нужным обратиться и Карл фон Плото в своей книге, изданной в Берлине в 1811 году. Именно они после татаро-монгольского нашествия стали прихожанами золотоордынской Сарайской епархии. В домонгольский период они также именовались бродниками, казаков как отдельного войска или субэтноса тогда ещё не существовало. После распада Золотой Орды Дон делил степь на западную (крымскую) и восточную (ногайскую) сторону. Образовавшийся вакуум привел к появлению в степи казаков.
Вторая версия исходит из идеи совершенного обезлюдивания Донской земли в эпоху татаро-монгольского нашествия (то есть полного исчезновения домонгольского христианского населения Дона) и заселения её русскими беглецами с «чистого листа». Основной поток первоначального русского населения (беглых крестьян) направлялся из Рязанского княжества, где казаки известны с 1445 года. Мореходные и пиратские казачьи традиции, по-видимому, связаны с переселенцами из Новгородской (гофейские /готские/ казаки в Бежецкой пятине) и Хлыновской земли (ушкуйники, управляемые выборными старшинами — «ватманами»).

## Зарождение донского казачества

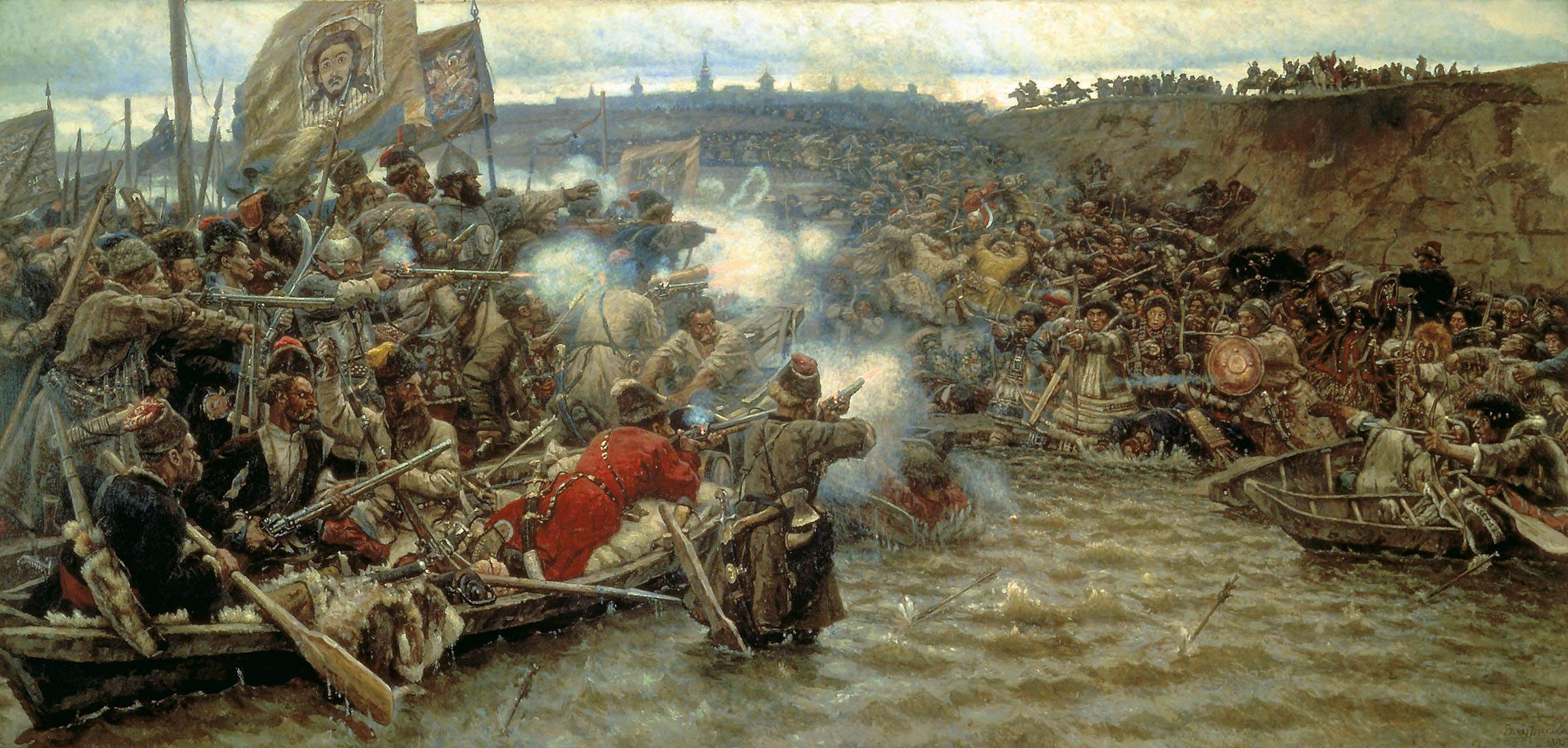
В. И. Суриков, «Покорение Сибири Ермаком»

Официальной датой основания донского казачества считается 3 января 1570 года. Именно 3 января 1870 года прошли торжества по случаю 300-летнего существования Донского казачьего войска. Поводом для празднования стала грамота Ивана Грозного, посланная донским казакам. 1570 год — это важная дата в истории донского казачества. Этим временем датируются старейшие донские станицы (Раздорская, Черкасская).
Однако донское казачество значительно древнее этой даты. Ещё в 1502 году московский князь Иван III знал о своеобразной моде рязанцев «пойти самодурью на Дон в молодечество». В 1552 году зафиксирован первый военный поход донских казаков на Волгу к стенам Казани под началом атамана Сусара Федорова. Спустя 4 года донские казаки Ляпуна Филимонова совместно с московскими ратями принимали участие в ликвидации Астраханского ханства.
Крах татарских государств на востоке создает условия для казацкой экспансии. В 1557 году атаман Андрей Шадра с тремя сотнями донцов ушёл на Терек, положив начало Терскому казачеству.
До конца XVI века Донское казачье войско было абсолютно независимым. В 1584 году Донское войско давало присягу верности царю Фёдору Иоанновичу. В 1612−1615 годах войско переходило из ведения Разряда в Посольский приказ и присягало на верность Михаилу Федоровичу Романову. В результате, взаимоотношения Русского царства с донскими казаками вплоть до начала XVIII века шли через «посольский приказ» (то есть, фактически, через «министерство иностранных дел»).

## Вольное донское казачество
Донские казаки приняли деятельное участие в русской Смуте XVII века. В 1603 году 2 тысячи донских казаков атаманов Андрея Карелы и Михаила Межакова поддержали Самозванца ещё до воцарения его в Москве. Впоследствии донцы поддержали восстание Болотникова. На смену Болотникову пришел Тушинский Вор, в войске которого также нашлось место донским казакам. После распада Тушинского лагеря донцы примкнули к народному ополчению. В это время в их среде популярность приобрел атаман Иван Заруцкий, который сам стал претендовать на роль верховного русского правителя.

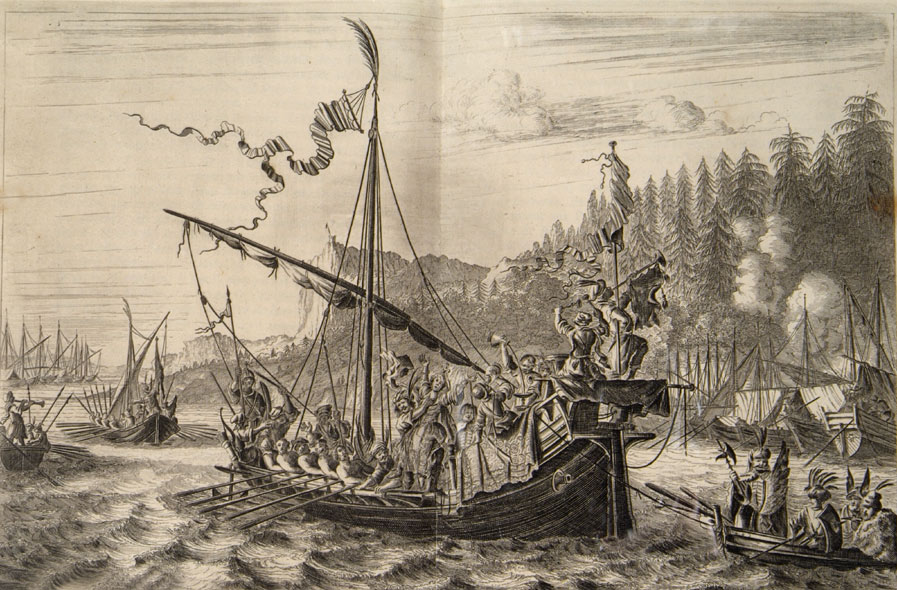
Донские казаки возвращаются с Персидского похода за зипунами

В начале XVII века, после воцарения рода Романовых, городовые казаки, поддержавшие в Смутное Время Лжедмитриев и поляков, опасаясь репрессий, стали массово переселяться на Кавказ и Дон. Местные казаки называли их «верховыми» и «новоприходцами». Пришлые городовые казаки основывали новые станицы и хутора, называя их по городам своей прежней службы.
После раздела Северщины между Московией и Речью Посполитой (по соглашениям Деулинского перемирия в 1618 году), часть северских казаков (севрюков) переселилась на Нижний Дон. После замирения России донские казаки обратили свои взоры на турецкое побережье Чёрного моря. Совместно с запорожцами они превратились в грозных морских разбойников. Проскочив турецкий Азов, они оказывались в акватории Азовского моря, со стороны которого на стругах нападали на города крымского побережья (Кафа). Дважды (в 1622 и 1626 годах) они предпринимали дальний морской рейд к Трапезунду. Россия нередко оказывала поддержку этим рейдам в целях ослабления своих региональных конкурентов. Однако казаки входили во вкус и пытались распространить зону своих рейдов, называемых походами за зипунами, на акваторию Каспийского моря (походы Степана Разина).

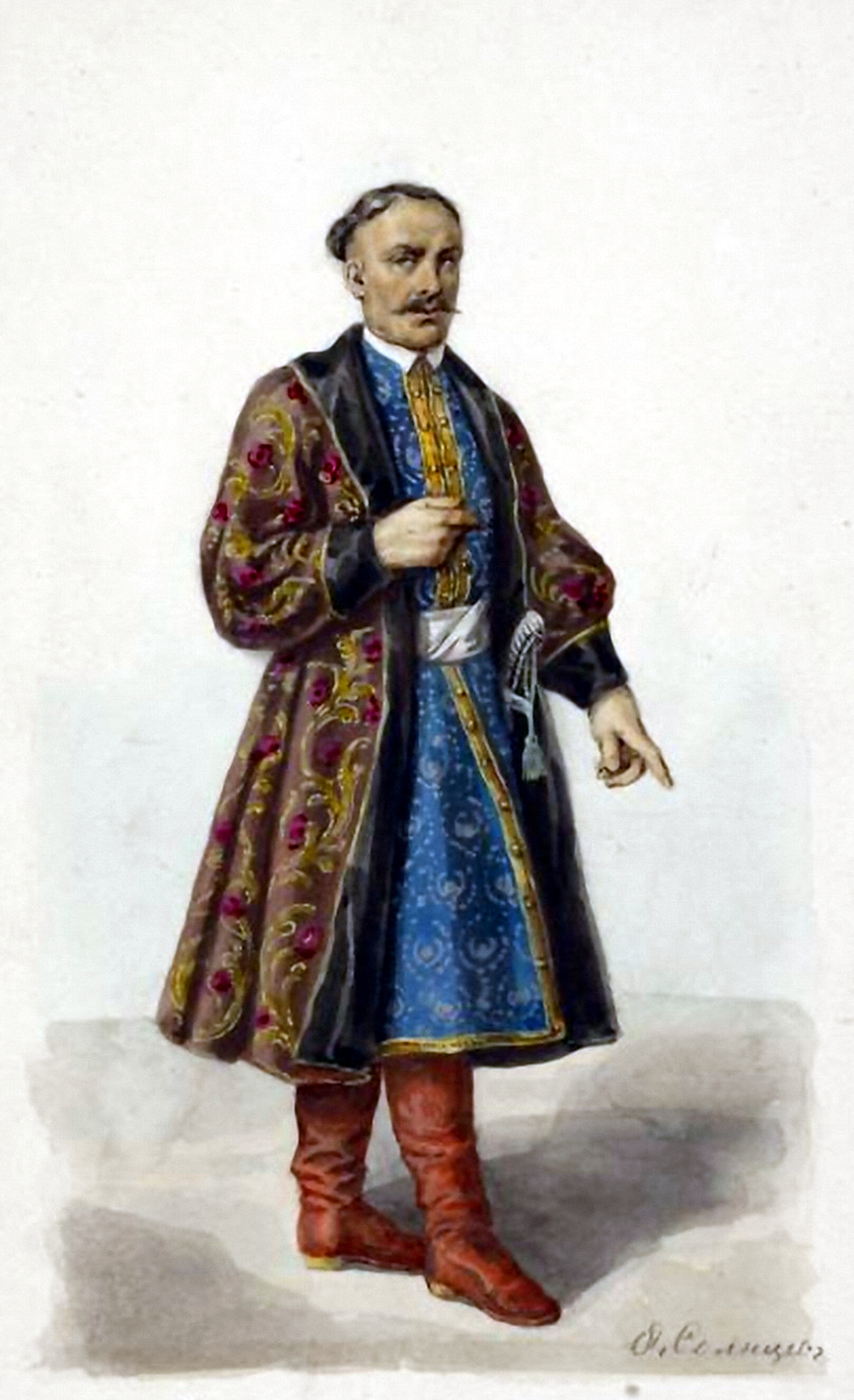
Старшина Войска Донского. Начало XVIII столетия.

В 1685 году Дон сделался оплотом старообрядчества. Население края было незначительным и едва достигало 30 тыс. человек. Местный атаман Самойло Лаврентьев поддержал противников никонианского раскола и покровительствовал ревнителям древнего благочестия. Во время служб перестали поминать московских царя и патриарха. Однако в 1687 году промосковская партия Дона победила. В 1688 году донской атаман Осип Михайлов приводил казаков к присяге на верность Москве и «новой вере», а зачинщики волнения были выданы царскому правительству. Для укрепления позиции православной церкви царское правительство решило построить новые церкви в Донской области и послать туда надежных попов для усиления миссионерской деятельности.
Воцарение Петра I и последующее укрепление русской государственности имело для донских казаков различные аспекты. С одной стороны, казаки получали сильного союзника для борьбы с запиравшими Дон Азовом турками. 7000 донских казаков под командованием атамана Фрола Минаева принимали участие в успешном Азовском походе Петра I 1695−1696 года. Участие в походах обогащало казачьих старшин. В 1701 году донской казачий полк под предводительством казачьего полковника Максима Фролова принимал участие в войне со Швецией на территории Финляндии совместно с русской армией под командованием Шереметьева. С другой стороны, русская администрация начинала диктовать донцам свои условия. В 1700 году по повелению Петра I был изменен порядок сбора на войсковой круг, на который было велено приходить только станичным атаманам. Дон отныне уже не мог быть местом свободы. Последнюю попытку сохранить привилегии Донского Войска предпринял предпоследний выборный атаман Кондрат Булавин, что привело к булавинскому восстанию.

## Булавинское восстание: крах автономии
В 1708 году, в связи с участием значительной части донского казачества в восстании Булавина, Петр I заставил уничтожить жалованную грамоту Ивана Грозного донскому казачеству, подтверждавшую его права и независимый статус, хранившуюся в подлиннике в войсковом соборе в Черкасске и в многочисленных списках в церквях по казачьим городкам, ежегодно торжественно выносимую и зачитываемую перед казаками на праздник Покрова Богородицы. Таким образом, формально, донское казачество было лишено независимости. Однако, ещё до 1716 года Российская империя вела отношения с областью Войска Донского через Посольский приказ, как со всеми другими самостоятельными государствами. В 1718 году все православные церкви Войска Донского официально вошли в состав Воронежской епархии, но, несмотря на это, донские казаки ещё достаточно долгое время продолжали исповедовать старообрядчество.
В 1716 году войско Донское перешло в ведение Правительствующего сената, 3 (14) марта 1721 года, согласно именному указу Петра I, объявленному Сенату генерал-адмиралом, графом Ф. М. Апраксиным, все казаки и казачьи войска были подчинены высшему органу военного управления в Российской империи — Военной Коллегии.

«Великій Государь указалъ: Донскимъ и Яицкимъ и Гребенскимъ казакамъ во всѣхъ управленіяхъ быть въ вѣденіи въ Военной Коллегіи.»
— ПСЗРИ, Т. VI. — 1830. — (указ № 3750).
Древним гербом Войска Донского был «олень, пронзённый стрелой». А. И. Ригельман в своем «Повествовании о Донских Казаках» писал: «От начала же оное Войско или правительство оного имело и ныне еще имеет небольшую печать с изображением оленя, пораженного стрелою и с надписью вокруг оного: Печать Войсковая, олень поражен стрелою. Оную употребляли да и ныне употребляют по Войску своему. Есть ли что малое какое повеление следует послать, то от Канцелярии, за печатью оной, дьяк на полулисте, то есть в четверть писанное, повеление без закрепы посылает, что приемлется за повеление Войсковое». Следовательно, было достаточно одной печати без подписи дьяка или атамана. Возрожденная в 1918 году республика Всевеликое Войско Донское пользовалась тем же изображением для своего герба, но именовалось оно иначе: «Елень пронзён стрелою». В рамке простого геральдического щита на голубом поле изображался «белый олень, пронзённый черною стрелою, в позиции стоящей, с рогами в три и четыре ветви».
Идея такого герба связана с преданиями глубокой старины. Легенда о таинственном олене, уходящем от охотников, была известна в Подонье (Танаиде) уже в первые века нашей эры и относилась историками к киммерийцам, гуннам и готам. Она записана Прокопием из Кесарии (Война с Готами), Иорданом (Гетика), Созомоном (История Церкви) и некоторыми другими древними авторами. Может быть, не случайно иранское понятие «сака» — «олень» вошло в состав нашего первоначального имени Кос-сака (что на скифском языке значило «белый олень»).
С 1709 года наступила новая фаза отношений Вольного Дона с российским царями, мало изменившихся до революции. Донские казаки находились на положении народа покоренного и смирившегося, но общими порядками империи не усвоенного. Земля Донских казаков получила статус колонии с некоторыми остатками автономного самоуправления.
Древний донской герб «Елень пронзён стрелою» повелением Петра I был отменен и введен новый — «Голый Казак верхом на бочке». С этим гербом связано поверье: Пётр увидел пьяного казака на винной бочке — голого, но при оружии. Это Петра и поразило: казак пропил всё, кроме оружия, значит, настоящий воин. От этого времени жизнь Дона, помимо своей воли, включилась в русло истории российской. Память о былой независимости сохранялась только в преданиях.

## Иррегулярное войско царской армии

Карта Владений Войска Донского, составленная в 1778 году инженер-генерал-майором Александром Ригельманом.

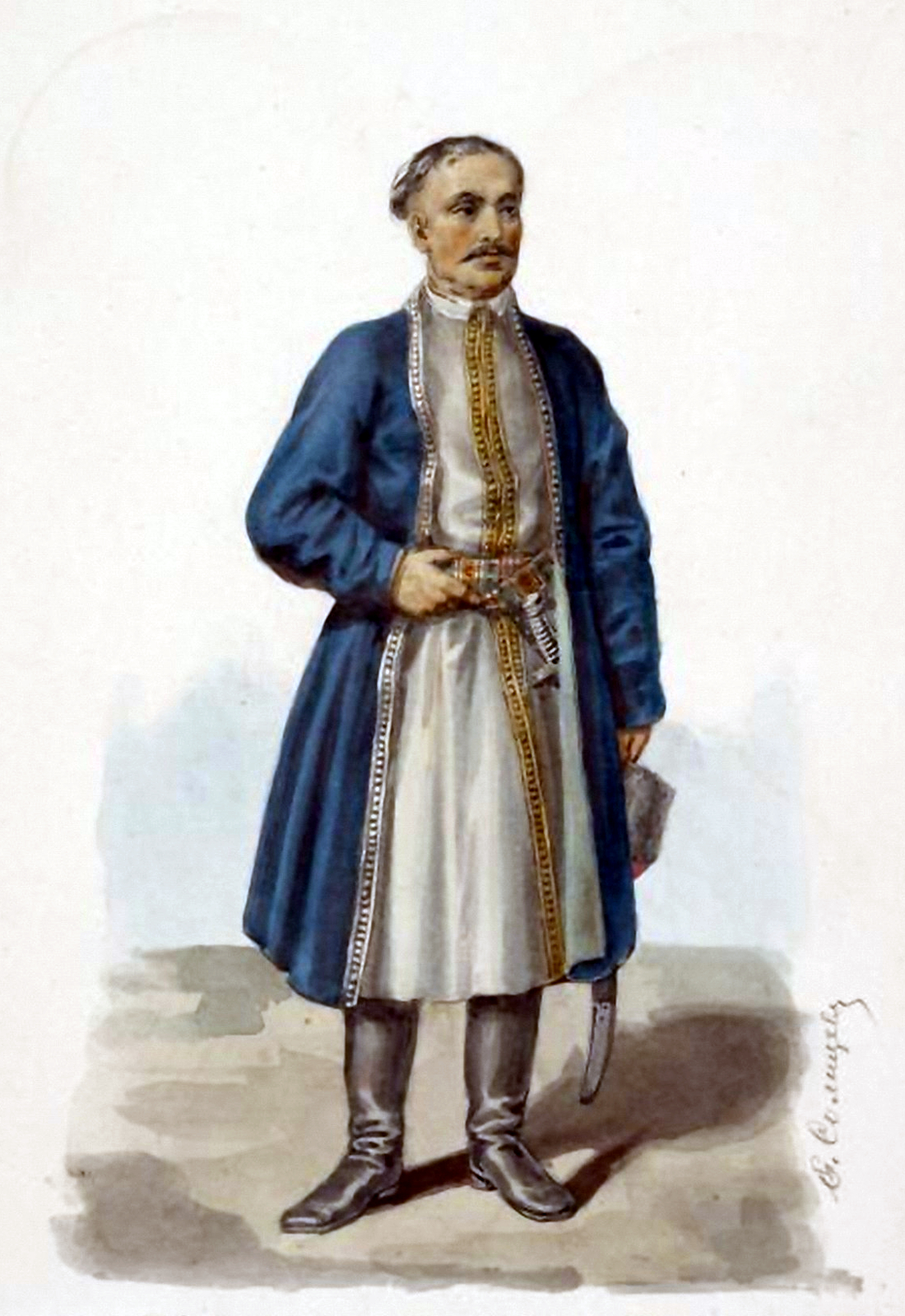
Старшина Войска Донского. Конец XVIII столетия.

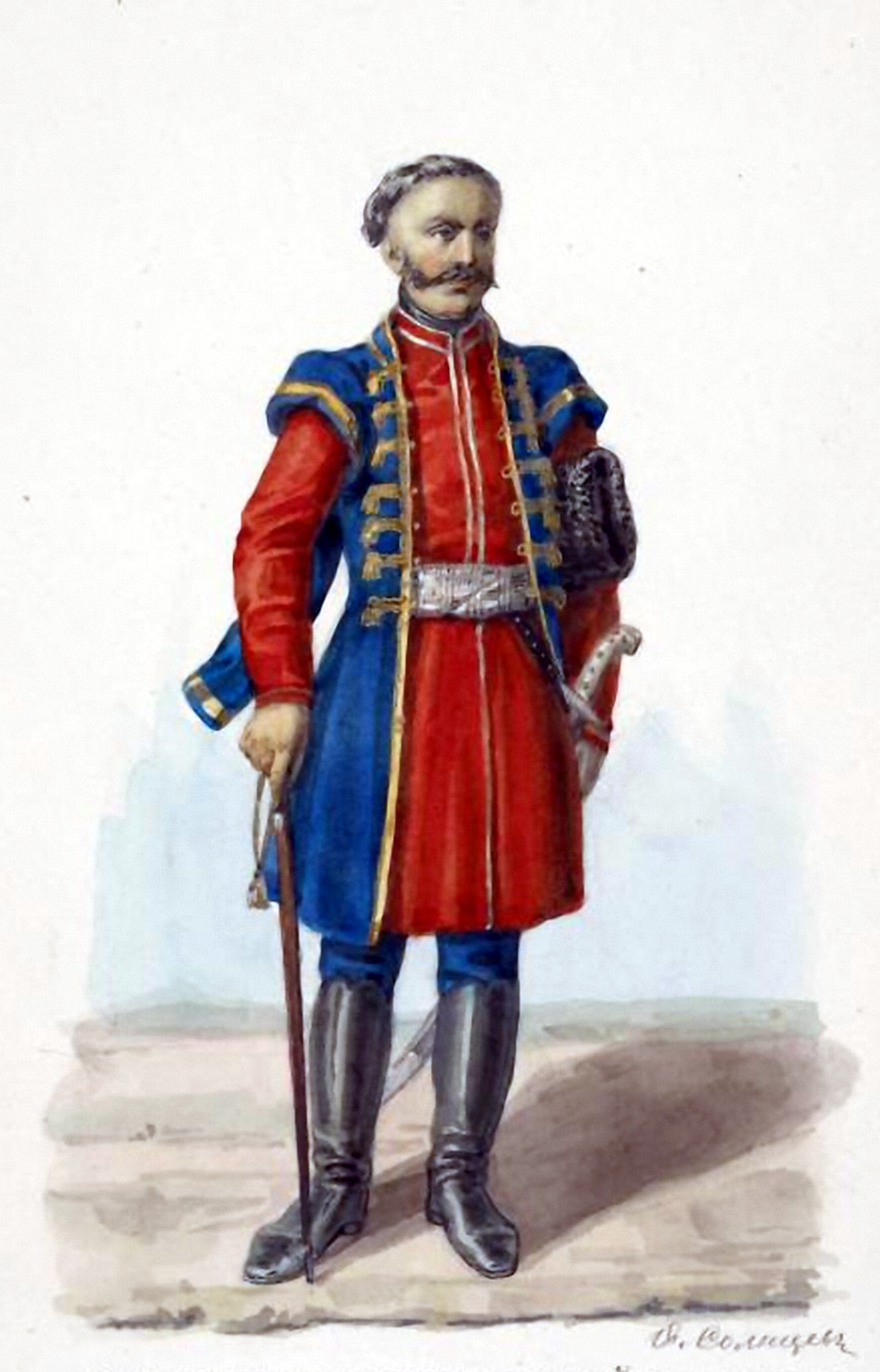
Старшина Войска Донского, 1821 год

В качестве иррегулярных войск царской армии во главе с наказными атаманами, донские казаки принимали участие в различных заграничных походах против Персии (Персидский поход 1722−1723 гг), Швеции (1741), Пруссии (Семилетняя война 1756−1763, в ходе которой был взят Берлин).
В XVIII веке донские казаки принимали участие в многочисленных кампаниях против Османской империи. В 1736 году русская армия под командованием фельдмаршала Миниха и 5000 донских казаков под командованием казачьего полковника Краснощекова повторно взяли Азов. Татары совершили набег на русские деревни, пограбили и увели в плен 3000 человек, и опять казаки Краснощекова настигли татар и освободили пленных. При Екатерине II в войне с Турцией (1768−1774) за Крым участвовали 22 000 донских казаков, под командованием Иловайского в составе армии Румянцева и Себрякова в составе армии князя Долгорукова.
В 1775 году после подавления восстания Пугачева, было избрано 65 донских казаков, отличившихся в военном деле, которые составили почётный конвой императрицы Екатерины II, названный Лейб-гвардии казачий полк. В 1775 году князь Потёмкин учреждает Войсковую Канцелярию на Дону, казачьи чины приравнены в правах с офицерскими чинами армии Российской империи. Чин казачьего полковника давал права на потомственное дворянство Российской империи. Все казаки мужского пола были военнообязанными.
При Атамане М. И. Платове калмыкам, кочевавшим по всей территории Дона, отводятся задонские степи, на левой (ногайской) стороне Дона. Первые упоминания об установлении сношений между Донскими казаками и калмыками относятся к началу XVII века и с тех пор в истории Дона постоянно упоминается о дружеских военных договорах, о совместных походах и набегах калмыков и казаков против крымских, кубанских татар, ногайцев и прочих воинственных племен и народностей.
Территория Войска Донского теперь состоит из 7 округов и калмыцкого кочевья в задонской степи, они причисляются к Войску под именем Донские калмыки. Беднейшая часть калмыков причисляется к ближайшим станицам 2-го Донского округа.
Отведя земли калмыкам, Войско Донское не вмешивается во внутренний их быт и управление. Донские калмыки продолжают жить своими обычаями. Кочевье их разделяется на 3 улуса, улусы на сотни и сотни на хотоны. Каждая сотня управляется избранными из их среды сотниками и двумя выбранными судьями, которые при судопроизводстве руководствуются своим старинным обычным правом.
В 1884 году вместо кочевья учреждается Сальский округ, с окружным административным центром в станице Великокяжеской. В состав вновь образованного округа входят станицы: Батлаевская, Беляевская, Бурульская, Ново-Алексеевская, Чоносовская, Эркетинская и переименованные в честь Войсковых Атаманов, принявшие новое название станицы: Власовская, Денисовская, Граббевская, Кутейниковская, Платовская и Потаповская.

Подробная карта Земли Войска Донского, составленная в 1833 году генерал-майором Богдановичем.

Южная граница войска Донского проходила по реке Кубань, по которой было выстроено 4 крепости, 20 редутов, множество постов с дозорными вышками, на которые постоянно нападали черкесы и ногайцы. В 1782 году Александр Васильевич Суворов прибыл на пограничную заставу, получив в распоряжение 16 рот пехоты, 16 эскадронов и 16 донских полков под командованием Иловайского, и разгромил ногайскую орду, после чего в 1792 году была построена крепость Екатеринодар и создано Черноморское казачье войско (впоследствии Кубанское казачье войско). В 1787−1791 в очередной войне с Турцией Россия дошла до Дуная, и 11 декабря 1790 года русской армией под командованием Суворова, в том числе, 13 000 донских казаков Орлова и Платова, была взята ключевая турецкая крепость Измаил. По взятию крепости Измаил комендантом города был назначен Михаил Илларионович Кутузов. В результате войны с Польшей 1794 года Россия получила земли до реки Неман и Буг и Курляндскую губернию. В этой войне принимали участие казачьи полки Орлова, майора Себрякова, Лащилина, Янова, майора Денисова и полковника Денисова. В это же время на Дону происходили волнения в связи с некоторыми Указами Императрицы Екатерины, которые вылились в Есауловский бунт 1792—1794 годов.

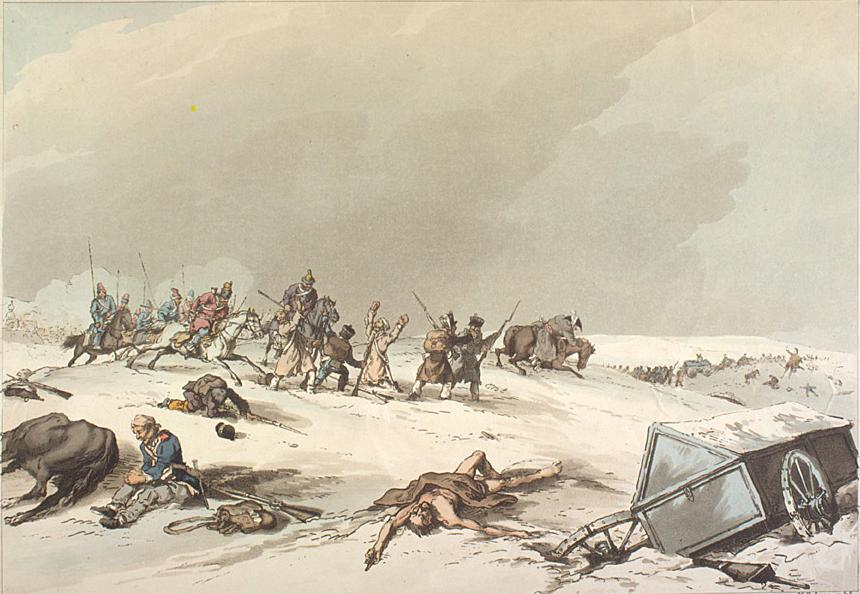
Казаки нападают на отступающих французов
Рисунок Аткинсона (1813)

В 1799 году император Павел объявил войну Франции и повелел Суворову идти в Итальянский поход, в котором принимали участие 8 донских полков под командованием Адриана Карповича Денисова. За этот поход все Войско Донское получило особое знамя, с надписью «За оказанные заслуги в продолжении кампании против французов 1799 г.» В 1801 году Павел I объявил войну Англии и повелел завоевать её колонию Индию. Руководствуясь Указом от 12 января 1801 года собрали около 22 500 донских казаков и отправили в «Индийский поход» (поход с целью завоевания Хивы и Бухары, не имеет ничего общего с Индией). После дворцового переворота (11 марта 1801 года) и убийства императора Павла I поход был остановлен указом Александра I. В 1804 году триста человек торговых казаков были освобождены от военной службы. В 1834 году было учреждено Донское торговое общество.

Карта Земли Донского казачьего войска 1858 года из «Атласа Землям иррегулярных войск»

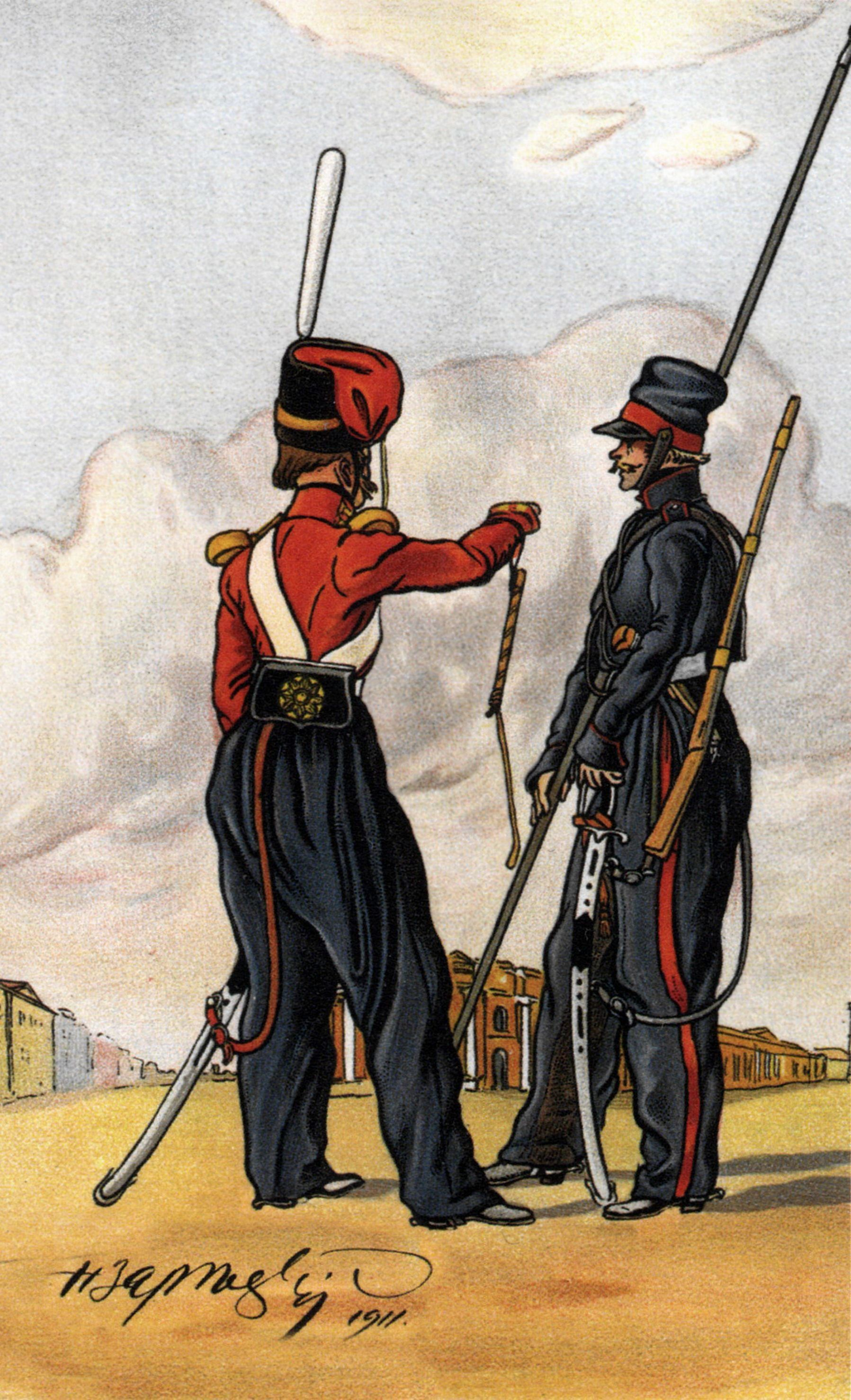
Обер-офицер и рядовой казак Великого Войска Донского начала XIX века.

В 1805 году донской полк № 2 Сысоева и № 3 Ханженкова были приданы корпусу русской армии под командованием Кутузова, который был послан Александром I на помощь австрийскому императору в борьбе против Наполеона. Но в «битве трёх императоров» под Аустерлицем потерпели неудачу. В 1808−1809 году донской полк № 2 Киселева воевал в войне со Швецией за Финляндию. В 1806−1812 донские полки № 4,№ 7 Денисова. № 8,11 Иловайского воевали в войне с Турцией на Дунае. В 1812 году войско Донское выставило 90 полков (около 50 000 человек) на войну против Наполеона. Походным атаманов казаков был Матвей Иванович Платов. Изгнав неприятеля с территории России, донские казаки двинулись вглубь Европы. В 1813 году они участвовали в «битве народов» под Лейпцигом, а 18 марта 1814 года они вступили в Париж и разбили лагерь на Елисейских Полях.
Во время Первой мировой войны 1914−1918 гг., Донское казачье войско выставило 60 конных полков, 136 отдельных сотен и полусотен, 6 пеших батальонов, 33 батареи и 5 запасных полков (всего свыше 100 тыс. чел.). Население Дона к 1917 году составляло 3,53 млн человек. Область войска Донского имела 134 станицы (в том числе 13 калмыцких — 30,6 тыс. чел.) и 163 крестьянские волости со средним наделом 4,4 десятин на крестьянина.

### Переселения донских казаков в XVIII веке
См. также Переселение донцов на Кавказ в 1724 году
5 (16) февраля 1724 года было принято постановление Сената о переселении одной тысячи семей донских казаков к гребенцам на Терек и к казакам на реке Аграхань: «… велѣно изъ Донскихъ казаковъ съ запольныхъ рѣчекъ перевесть 500 семей на Аграхань, 500 семей на Гребени, и о томъ переводѣ дать указъ Атаману прiѣзжему». Постановление принималось на основании двух указов Петра I — от 3 (14) декабря 1723 года и от 13 (24) января 1724 года. Решение о том, каких именно казаков переселять с Дона было поручено принимать «Атаману прiѣзжему», для чего его вызвали в Сенат для подачи ведомости, где он указал «изъ которыхъ мѣстъ тѣхъ казаковъ перевесть способнѣе …». Атаману Войска Донского А. И. Лопатину, в связи с этим постановлением, было предписано «чтобъ оныхъ казаковъ откомандировать изъ всѣхъ войска ихъ Донскихъ, Донецкихъ и Хоперскихъ, Бузулуцкихъ и Медвѣдицкихъ городковъ, по переписнымъ вѣдомостямъ …».
Переселение состоялось летом того же года, уезжающим казакам разрешалось взять с собой «пожитки и скотъ и въ дорогу запасу». Для сопровождения к каждой семье придавался провожатый и «опредѣлено было денежное жалованье … на подъемъ»: 4 рубля на семью и 1 рубль на провожатого. Сенатские указы «… о переводѣ тѣхъ казаковъ и о посылкѣ за ними провожатыхъ, и о пріемѣ и о поселеніи …», а также о выдаче им жалования, были направлены командующему Низовым корпусом генерал-лейтенанту М. А. Матюшкину и астраханскому губернатору А. П. Волынскому. Перемещались переселенцы «сухимъ путемъ отъ Дону до Терка шляхомъ Бригадира Витеранія», далее в тексте постановления этот шлях называется Атаманским трактом.
Официально для коллегии государственных расходов — Штатс-конторы, затраты на это переселение донских казаков составили 5000 рублей. В тот период это было не единственным переселением донцов, например позднее, в 1731—1733 годах, 1057 семей донских казаков было отправлено на Царицынскую сторожевую линию. Переселенцы с Дона постепенно смешивались с местными казаками, создавая тем самым новые этно-социальные группы казачества. Казаки отправленные на Северо-Восточный Кавказ вошли в состав сформированного к тому времени Аграханского казачьего войска, а впоследствии в состав Терско-Семейного казачьего войска. Сообщения многих источников о пополнении пятьюстами семьями донцов гребенского казачества и вхождение их в состав Гребенского казачьего войска ошибочны.

## Казаки в эмиграции

### Во Франции
Здесь существовал Казачий Союз, в 1938 в Тулузе была образована Общеказачья станица им. атамана М. П. Богаевского. В 1952 году Туроверов Н. Н. (участник войны с гитлеровцами на стороне союзников) и Романов В. Н. стояли у истоков Донского войскового объединения, в котором активно участвовала большая парижская казачья диаспора. Общественно-политическим изданием объединения являлся популярный среди казаков журнал «Родимый край».

## Вторая мировая война

### В Красной Армии
С началом Великой Отечественной войны казачьи части в составе Красной армии приняли активное участие в боевых действиях против немецких войск.

### В войсках нацистской Германии

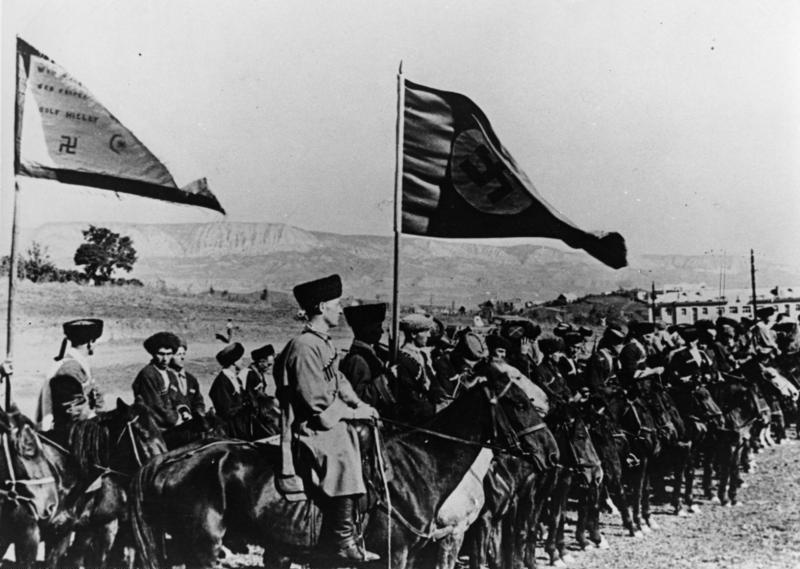
Донские казаки в составе войск нацистской Германии, август 1942

В первый же день начала Германией военных действий против СССР, находящийся в эмиграции генерал Русской императорской армии П. Н. Краснов обратился к казакам с воззванием:

Я прошу передать всем казакам, что эта война не против России, но против коммунистов, жидов и их приспешников, торгующих Русской кровью. Да поможет Господь немецкому оружию и Гитлеру! Пусть совершат они то, что сделали для Пруссии русские и Император Александр I в 1813 году
В ходе начавшейся Великой Отечественной войны нацистские идеологи нашли обоснование, что донские казаки являются обрусевшими потомками готов. В результате, в октябре 1942 года в оккупированном германскими войсками Новочеркасске с разрешения немецких властей прошёл казачий сход, на котором был избран штаб Войска Донского.
После чего была начата организация казачьих формирований в составе вермахта, как на оккупированных территориях, так и в эмигрантской среде. Создание казачьих частей возглавил бывший полковник Донской армии Сергей Васильевич Павлов, в советское время работавший инженером на одном из заводов Новочеркасска. Павлов вместе с другими казачьими офицерами предложил немецкому командованию помощь казаков в борьбе с советскими войсками и добился разрешения на формирование Донского Войскового штаба и строевых казачьих частей. Инициатива Павлова была поддержана донским атаманом в изгнании Петром Николаевичем Красновым.
К концу того же года были сформированы пластунская сотня и 1-й Донской казачий полк. Последнее формирование было экипировано оружием лёгкого калибра, оставленным советскими частями при отступлении. Численность войск Павлова возрастала такими темпами, что вскоре в их состав стало входить свыше десяти полков и большое число оборонительных сотен. Немцы приписали к Павлову связного офицера, капитана Мюллера, облегчавшего казачьим полкам доступ к запасам оружия, обмундирования и провизии, захваченным у Красной Армии. Впоследствии большинство казачьих частей, созданных силами Павлова, было почти полностью уничтожено в боях с Красной Армией в феврале 1943 года.
После этого Павлов, получивший звание «походного атамана», возглавил казаков-беженцев с семьями, покинувших вместе с немцами Дон и обосновавшихся сперва — с весны 1943 года — в Херсоне, а затем в Кировограде. Под командование Павлова прибывали казаки почти со всего Юга России. В результате, в Кировограде было сформировано ещё несколько казачьих полков. Там же, в Кировограде, руководствуясь декларацией германского правительства от 10 ноября 1943 года, Павлов приступил к созданию военной организации «Казачий Стан», объединявшей казаков в составе вермахта и СС. В декабре того же года Павлов вступил в должность походного атамана Казачьего Стана.
В последующем формирования Казачьего Стана воевали на территории Белоруссии, Польши, Северной Италии.
4 августа 1943 года из различных казачьих формирований в составе вооруженных сил нацистской Германии, а также из казаков-беженцев, отступивших вместе с германской армией с Дона и Северного Кавказа, была создана 1-я казачья дивизия, в состав которой входило, в том числе, два Донских казачьих полка. Одним из офицеров этой бригады был потомственный донской казак Иван Кононов, ставший полковником вермахта. Дивизия принимала участие в борьбе против красных партизан на территории Югославии. В 1945 году, незадолго до окончания войны, дивизия была реорганизована в 15-й казачий кавалерийский корпус СС.
31 марта 1944 года в Берлине было образовано Главное управление казачьих войск (нем. Hauptverwaltung der Kosakenheere) во главе с П. Н. Красновым, одним из его заместителей стал С. В. Павлов.
В апреле 1945 Казачий Стан был реорганизован в Отдельный казачий корпус под командованием походного атамана генерал-майора Доманова. На тот момент в составе корпуса насчитывалось 18 395 строевых казаков и 17 014 беженцев.
Корпус перешёл под управление командующего РОА генерала А. Власова[когда?]. 30 апреля командующий германскими войсками в Италии генерал Ретингер принял решение о капитуляции. В этих условиях руководство Стана приказало казакам передислоцироваться из Италии в восточный Тироль, на территорию Австрии. Общая численность Казачьего Стана на этот момент составляла около 40 тысяч казаков с семьями. 2 мая 1945 года начался переход через Альпы, а на Пасху 10 мая прибыли в город Лиенц. Вскоре туда-же подошли другие казачьи части, в частности, под командованием генерала А. Г. Шкуро.
18 мая 1945 года Стан капитулировал перед британскими войсками, пленные казаки были размещены в нескольких лагерях, а позднее были выданы советскому командованию в соответствии с решениями Ялтинской конференции. Узнав о решении союзного командования, казаки попытались оказать сопротивление, некоторые даже совершали самоубийства целыми семьями. Разрозненное сопротивление безоружных казаков и их семей было жестоко подавлено британскими войсками (палестинской бригадой).

## Современность
В 1980-е годы начались первые попытки возрождения казачества в СССР.
28 июня 1990 года в Москве (СССР) собрался Учредительный Большой Круг Союза казаков, на котором участвовало 263 делегата. Атаманом Союза казаков был избран потомок донских казаков Александр Мартынов. 17 ноября того же года в Ростове-на-Дону открылся Съезд казаков Дона, атаманом которого стал сын Шолохова. Столицей донского казачества был закреплен Новочеркасск.
Шолохов, Михаил Михайлович (18 ноября 1990 — 5 октября 1991 года) — первый атаман возрожденного донского казачества в СССР — «Союза казаков Области Войска Донского».
С момента распада СССР в 1991 году, в РФ существовали многочисленные организации, ставившие своей целью объединение Донского казачества, частью маргинальные и псевдоказачьи. В казачьей среде стали популярны идеи превращения Дона в особый автономный регион РФ на базе Ростовской области, к которой должны быть присоединены части Волгоградской области РФ, а также Донецкая и Луганская области Украины. Высказывалась мысль о признании донских казаков в качестве отдельного народа.
На сегодняшний момент к наиболее многочисленным можно отнести три наиболее известные организации донских казаков:
- Всевеликое Войско Донское за Рубежом (ВВДЗ) - преобразовано в Союз Донских казаков за рубежом;
- Союз казаков Области войска Донского (СК ОВД) - нереестровые казаки РФ, преобразован в Международный союз общественных объединений «Всевеликое войско Донское» (МСОО «ВВД») с «Казачьей Национальной Гвардией Всевеликого Войска Донского» (КНГ ВВД) в составе Союза;
- Войсковое казачье общество «Всевеликое Войско Донское» (ВКО «ВВД») — реестровые казаки РФ, одна из 700 организаций Союза казаков России с поддержкой Правительства РФ[26].

### Всевеликое Войско Донское за Рубежом
Всевеликое Войско Донское за Рубежом (ВВДЗ) — действует под эгидой РОВС по авторитетности и праву на преемственность от исторического Всевеликого Войска Донского. ВВДЗ представляет собой группу казаков — потомков казачьих эмигрантов, ушедших на чужбину в 1920 году с частями Русской Армии генерала барона П. Н. Врангеля и продолживших преемственность Всевеликого Войска Донского под эгидой РОВС. Атаманская канцелярия ВВДЗ издаёт свой журнал — «Донской Атаманский Вестник» (выходит с 1921 года), который публикует приказы Атамана Донских Казаков за Рубежом и другие официальные документы ВВДЗ, материалы по истории России и Казачества, Белого движения. ВВДЗ возглавлялось до 2003 года последним Георгиевским кавалером РИ Атаманом Николаем Васильевичем Фёдоровым (1901—2003), затем Атаманом Михеевым Ярополком Леонидовичем. 
В 2014 году, с началом Российско-украинской войны, добровольцы РОВС из РФ, во главе с председателем российского отделения РОВС капитаном И.Б.Ивановым приняли участие в начавшейся Российско-украинской войне на стороне ДНР. Атаман ВВДЗ Ярополк Михеев выступал и опубликовал в 2015 году статью с критикой деятельности председателя российского отделения РОВС И.Б.Иванова. В своей статье Ярополк Михеев заявил, в связи с деятельностью Иванова, о неучастии Всевеликого Войска Донского за Рубежом в деятельности российского отделения РОВС, руководимого И.Б.Ивановым, и объявил РОВС де факто закрытым с 2014 года.
В 2021 году ВВДЗ преобразовано в «Союз Донских казаков за рубежом».

### МСОО «Всевеликое войско Донское» и ВКО «Всевеликое Войско Донское» в РФ
Предыстория
17 ноября 1991 года в РФ на Большом Совете атаманов Донского казачьего войска и некоторых других южнороссийских казачьих сообществ был организован Союз казачеств Юга России. Принят Устав и утверждена структура Союза. Атаманом Союза назначен 2-й атаман Донского казачьего войска в РФ Сергей Мещеряков.
В 1992 году донские казаки РФ под руководством Александра Мартынова приняли участие в Приднестровском конфликте, защищая права русскоязычного населения.
15 мая 1993 года в РФ состоялось торжественное перезахоронение оскверненных останков героев Дона — генералов Платова, Орлова-Денисова, Бакланова и Ефремова в усыпальницу Новочеркасского Вознесенского собора, а также праха Архиепископа Донского и Новочеркасского Иоанна. На другой день состоялось грандиозное торжество восстановления снятого ещё в 1923 году и переплавленного на бронзу в 1933 году памятника легендарному Атаману и основателю города Новочеркасска М. И. Платову.
12 июня 1994 года в Новочеркасск приехал президент ПМР Игорь Смирнов. Он вручил отличившимся казакам Дона награды: медали «Защитнику Приднестровья» и «За оборону Приднестровья».
В 1994 году в среде руководства донских казаков РФ в Новочеркасске наметился раскол (появилось два Больших казачьих Круга), усилившийся от неоднозначного отношения к Чеченской республике Ичкерия. Раскол вызвало то, что 4-й атаман Николай Козицин подписал договор о дружбе с Джохаром Дудаевым.
Создание СК ОВД и ВКО «ВВД»
С 1994 года в правительстве РФ начало функционировать Управление Президента по вопросам казачества. В связи с позицией донского атамана Николая Козицына за дружеские отношения донского казачества с ЧРИ, часть казаков при поддержке властей РФ создала параллельную структуру — Войсковое казачье общество «Всевеликое войско Донское» (ВКО «ВВД») и выбрала своего первого атамана — Павла Барышникова. Николай Козицин продолжал возглавлять объединение донских казаков под названием «Союз казаков Области войска Донского» (СК ОВД).
В 1995—1996 годах приняты Указы Президента России «О Государственном реестре казачьих обществ в Российской Федерации», «Вопросы Главного Управления казачьих войск при Президенте Российской Федерации», «О порядке привлечения членов казачьих обществ к государственной и иной службе» и «Об экономических льготах казакам».
20 января 1996 года Указом Президента России создано Главное управление казачьих войск при Президенте России и начался процесс перехода российского казачества на государственную службу (в «реестровые казаки»).
В 1996 году в РФ, параллельно с нереестровыми донскими казаками СК ОВД, у которых действующим атаманом являлся Николай Козицын, сориентированное на госслужбу ВКО «ВВД» своим вторым «атаманом донского войска» выбрало главу администрации города Волгодонска Вячеслава Хижнякова, поддержку которому оказали официальные власти РФ на самом высоком федеральном уровне.
Деятельность ВКО «ВВД» и МСОО «ВВД»
Официально Войсковое казачье общество «Всевеликое войско Донское» (ВКО «ВВД») было создано в РФ в соответствии с Указом Президента Российской Федерации от 17 июня 1997 года № 612. Устав ВКО «ВВД» утверждён также Указом Президента. Атаманы ВКО «ВВД» также назначаются Указами Президента РФ.
В мае 1999 года Совет атаманов ВКО «ВВД» назначил временно исполняющим должность войскового атамана ВКО «ВВД» атамана Новочеркасского казачьего округа казачьего полковника Геннадия Недвигина. Однако всего через несколько дней, 6 июня 1999 года, Недвигин был застрелен во дворе своего дома. Атаманом ВКО «ВВД» тогда на долгий период с 1999 по 2013 год стал заместитель губернатора Ростовской области Виктор Водолацкий.
В 1999 году в отношении к Войне в Югославии также проявился раскол донского казачества.
В 2005 году было создано представительство Всевеликого Войска Донского в Краснодарском крае. Казаки приняли участие в открытии в 2005 году казачьего класса в ст. Ловлинской Тбилисского района Краснодарского края, а также казачьих классов в школе № 11 хутора Ерёмено Тбилисского района.
В 2005 году казаки Ростовской области были вовлечены в межэтнический конфликт с представителями чеченской диаспоры.
В 2005 году, в соответствии с Федеральным законом от 05 декабря 2005 г. N 154-ФЗ «О государственной службе российского казачества», ВКО «ВВД» официально объединило в РФ донских «реестровых казаков», то есть казаков, состоящих на государственной службе.
День 1-е сентября 2010 года московским патриархом Кириллом был объявлен праздником Донской иконы Божьей Матери и всего православного казачества.
В 2014 году донские казаки РФ приняли участие в начавшейся Российско-украинской войне. Нереестровые казаки под началом своего действующего атамана Николая Козицина переименовали Союз казаков Области войска Донского (СК ОВД) в Международный союз общественных объединений «Всевеликое войско Донское» (МСОО «ВВД») и поддержали сражающихся на стороне ДНР и ЛНР, образовав так называемую «Казачью Национальную Гвардию Всевеликого Войска Донского» (КНГ ВВД). Группировка донских казаков на Луганщине насчитывала до четырёх тысяч человек. Донские казаки, во главе с генерал-майором КНГ ВВД Павлом Дрёмовым, вместе с частями бригады «Призрак», удерживали позиции в треугольнике Лисичанск-Рубежное-Северодонецк (Центральный фронт КНГ ВВД). После отступления они закрепились в районе Стаханов-Первомайск (1-й казачий имени М. Платова полк во главе с Дрёмовым) и Антрацит (части Козицина). Сам Козицин ещё в ноябре 2014 отбыл в Россию, его отряды КНГ ВВД были переформированы в территориальные батальоны ЛНР.
Начало 2015 года было отмечено активным участием казаков в штурме города Дебальцево. Полк КНГ ВВД Дрёмова стал 6-м мотострелковым казачьим полком Народной Милиции ЛНР, сам Дрёмов был произведен в полковники ЛНР, позднее погиб в результате покушения.
23 ноября 2019 года в Ростовской области РФ очередным атаманом реестрового ВКО «ВВД» со скандалом избрали директора Шахтинского казачьего кадетского корпуса Виталия Бобыльченко.
3 сентября 2022 года новым атаманом ВКО «ВВД» в Ростовской области, предсказуемо и на этот раз без скандалов, был избран глава Аксайского района Сергей Бодряков. На Большом круге ВКО «ВВД» на должность атамана Сергея Бодрякова выдвинул атаман Всероссийского казачьего общества Николай Долуда. Все речи на Большом круге, в том числе и речь самого кандидата Сергея Бодрякова, были о ходе «спецоперации» РФ на территории Украины, об участии в ней 700 казаков-добровольцев, о помощи казачьим семьям, главы которых участвуют или погибли в «спецоперации», о стратегии развития государственной политики в отношении казачества. Выступавшие призывали к «сплочённым действиям в плане информационной политики, выработке современной идеологии, созданию новых учебников по истории, патриотическом воспитании казачьей молодёжи». Единственным выразившим несогласие с кандидатурой нового атамана, стал первый заместитель атамана станичного казачьего общества «Ивановское» Виктор Вакула: «Меня напрягает то, что нам атамана выбирает власть. Именно власть нам даёт кандидатуру. Если атаман будет угоден власти, он не будет угоден казакам. Потому что он будет работать так, как скажет ему власть. Казакам надо быть независимыми. Казакам нужна земля». Договорить ему не дали, Виктор Вакула попытался попросить у новой власти помощи с установкой памятника, но какого именно — было уже не слышно, выступавшего заглушили криками из зала. Спрашивать о том, есть ли в зале самовыдвиженцы, в президиуме не стали и заявили, что других кандидатур нет. В итоге против Бодрякова проголосовали всего несколько человек, и он был избран новым атаманом ВКО «Всевеликое Войско Донское».